# Индосфера
Индосфера — термин, введённый лингвистом Джеймсом Мэтисоффом для обозначения областей индийского лингвистического и культурного влияния в Юго-Восточной Азии. Он обычно используется в ареальной лингвистике и противопоставляется синосфере.

## Влияние
Тибето-бирманская семья языков, носители которой проживают на огромной территории, характеризуется большим типологическим разнообразием: она включает как лолойские языки — аналитического строя с большим количеством тонов, с преобладанием односложных слов, практически без аффиксов, — так и языки с малым количеством тонов или вовсе без них, но со сложными системами согласования слов в морфологии, такие как группа киранти в Непале. Это разнообразие частично можно объяснить влиянием соседних языков: с одной стороны, китайского, с другой — индоарийских языков.
Джеймс Мэтисофф предложил термины «синосфера» и «индосфера» для крупных, частично перекрывающихся областей Восточной Азии, имеющих общие культурные и языковые особенности. В индосфере преобладают индийские языки.

Историческая зона культурного влияния Индосферы Большой Индии для передачи религии, музыки, искусства, кухни

 Некоторые языки можно однозначно отнести к одной из этих областей. Например, ветви австроазиатской семьи мунда и кхаси, тибето-бирманские языки восточного Непала и значительная часть «камарупанской» ареальной группировки, в которую входят языки мейтей (манипури), принадлежат индосфере, в то время как семья хмонг-мьен, кам-суйская ветвь тай-кадайской семьи, лолойская ветвь сино-тибетских и вьетские языки относятся к синосфере. Некоторые другие языки, такие как тайский и тибетский, в разные периоды находились под влиянием то китайской, то индийской культур. При этом существуют настолько изолированные языковые сообщества, что им удалось избежать значительного влияния обеих областей. Например, аслийская ветвь австроазиатской семьи на Малакке и никобарская ветвь той же семьи, распространённая на Никобарских островах в Индийском океане, не обнаруживают сильного влияния ни из синосферы, ни из индосферы. Бодские языки, такие как кхам, имеют гибридную просодию, которая на западе их ареала сближается с языками индосферы, а на востоке — с языками синосферы. Некоторые языки группы киранти в индосфере входят в число самых морфологически сложных языков Азии.
Индийское культурное, интеллектуальное и политическое влияние — особенно паллавской письменности — начало проникать в Юго-Восточную Азию около 2000 лет назад. Индийские системы письма были приняты сначала австронезийцами, такими как яванцы и тямы, и австроазиатами, такими как кхмеры и моны, а затем говорящими на тайских языках (тайском, лаосском) и тибето-бирманцами (пью, бирманцы и карены). Индосферные языки также встречаются в Индокитае, охватывающем Лаос, Камбоджу, Вьетнам и Таиланд, а также части Мьянмы и полуостровную Малайзию. Родственные письменности также встречаются на островах Юго-Восточной Азии, включая Суматру, Яву, Бали, южный Сулавеси и большую часть Филиппин. В кхмерском, монском, бирманском, тайских языках множество палийских и санскритских заимствований. Индийское влияние также распространилось на север, в Гималаи. Тибетский язык записывали письменностью ранджана с 600 года нашей эры, но носители предпочитали создавать кальки-неологизмы из исконных морфем для своих религиозных и технических нужд, не заимствуя индийские термины. Тямская империя, существовавшая с конца II века нашей эры, принадлежала непосредственно к индосфере, а не к синосфере, которая сформировала большую часть вьетнамской культуры; тямы оказали на последнюю лишь косвенное влияние.

## Структура
Языки в синосфере имеют тенденцию к аналитизму, у многих из них слова состоят из одного слога или предваряются малыми слогами, у них часты сложные тональные системы и глагольная сериализация. Языки в индосфере имеют тенденцию к агглютинативности, с обширной падежной системой и развитой морфологией глаголов, а также сложной системой согласования слов. Тамангские языки представляют собой интересный случай в этом отношении, поскольку географически он точно соответствует «индосферным» Гималаям, но типологически имеют больше общих черт с «синосферными» языками.
Многие языки западной части сино-тибетской семьи, в которую входят тибето-бирманские языки, обнаруживают значительное типологическое сходство с другими языками Южной Азии, что помещает их индосферу. У них часто более тяжёлые слоги, чем на востоке, в то время как тональные системы, хотя и имеются, встречаются не так часто. Индосферные языки часто не имеют тонов и активно используют суффиксацию. Часто имеется развитая система словоизменения, склоняемые предлоги, падежное маркирование, богатая парадигма спряжения возвратных глаголов, характерные конструкции со вспомогательными глаголами, в фонологии обычны ретрофлексные взрывные согласные, относительные придаточные в конце предложения, а глагол «говорить» грамматикализирован. В таких языках как тибето-бирманские языки северо-востока Индии и Непала часто встречается развитие относительных местоимений и коррелятивных структур, а также ретрофлексные согласные в начале слога.